# 아지랑이좌
아지랑이좌(陽炎座, Heat Shimmer Theater, 양염좌, 요엔자)는 일본에서 제작된 스즈키 세이준 감독의 1981년 드라마, 멜로/로맨스 영화이다. 마츠다 유사쿠 등이 주연으로 출연하였다.

## 출연

### 주연
- 마츠다 유사쿠
- 오구스 미치요
- 나카무라 카츠오
- 하라다 요시오

### 조연
- 카가 마리코
- 오토모 류타로
- 아즈마 에미코
- 오키야마 히데코
- 마로 아카지
- 사노 아사오
- 사토 브사쿠

## 제작진
- 원작자: 이즈미 쿄카